# Genemuiden
Genemuiden est un village situé dans la commune néerlandaise de Zwartewaterland, dans la province d'Overijssel. Le 1er janvier 2010, le village comptait un peu plus de 10 000 habitants.
Le 1er janvier 2001, la commune de Genemuiden fusionne avec celles de Hasselt et Zwartsluis pour former la nouvelle commune de Zwartewaterland. Les habitants à Genemuiden n'étaient pas d'accord.

## Histoire
En 1275, Genemuiden a reçu les privilèges urbains de Jean Ier de Nassau (nl). À l'époque ce lieu s'appelait «Genemuden», et plus tard l'orthographe «Gelemuiden» apparaît. L'évêque Jean d'Arckel a accordé à la ville le droit de traverser la Zwarte Water en échange d'un approvisionnement annuel de soixante livres de cire pour la fabrication de bougies. En 1382, la  ville acquiert le droit de tenir trois foires annuelles. Celle-ci s'étant suffisamment enrichi, on a pu y construire une mairie.